# T'Boli
T'Boli, es un municipio filipino de primera categoría, situado al sur de la isla de Mindanao. Forma parte de la provincia de Cotabato del Sur situada en la Región Administrativa de Soccsksargen también denominada Región XII. 
Para las elecciones está encuadrado en el Segundo Distrito Electoral de esta provincia.

## Barrios
El municipio de T'Boli se divide, a los efectos administrativos, en 25 barangayes o barrios, conforme a la siguiente relación:
| - Basag - Edwards (Población) - Kematu - Laconon - Lamsalome | - Nueva Dumangas - Sinolón - Lambangán - Maán - Afús | - Lambuling - Lamhako - Población - Talcón - Talufo | - Tudok - Aflek - Datal Bob - Desawo - Dlanag | - Lemsnolón - Malugong - Mongocayo - Salacafe - T'bolok |  |

## Historia
La etnia  T'boli, también conocida como el Tiboli o Tagabili es un pueblo indígena que habita en los municipios de T'Boli, Surala, Kiamba y Polomolok.

### Influencia española

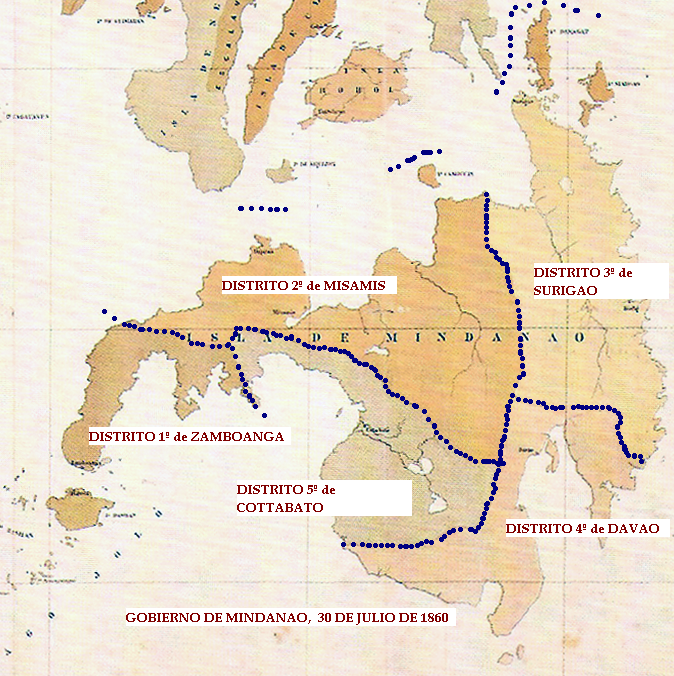
Gobierno de Mindanao: Los 5 Distritos creados por Real Decreto de 30 de julio de 1860.

El Distrito 4º de Dávao, llamado antes Nueva Guipúzcoa, cuya capital era el pueblo de Dávao e incluía la  Comandancia de Mati,   formaba  parte del Imperio español en Asia y Oceanía (1520-1898).

### Independencia
El 18 de julio de 1966 el presidente Ferdinand E. Marcos suscribe la ley Republic Act No. 4849 por la que los municipios de Norala, Surala, Banga, Tantangán, Koronadal, Tupi, Polomolok, Kiamba, Maitum, Maasim, Tampacán y Glan, así como la ciudad del Rajah Buayan, hoy General Santos, quedan segregadas de la provincia de Cotabato para formar una nueva denominada provincia de Cotabato del Sur siendo su capital el municipio de  Koronadal. La actual provincia de Cotabato menos el territorio que comprende los municipios antes mencionados continuará a ser conocido como Cotabato.
El municipio fue creado el 5 de marzo de 1974 estableciéndose su ayuntamiento en el barrio de Kematu, siendo Mai Tuan su primer alcalde.
El 11 de noviembre de 1982 los barrios de Lago de Sebú (Lake Sebu), Bulong, Talisay, Lake Lahit, Luhib, Hanoon, Maculan, Halilan, Lam Dalag, Lam Lahak, Te Kumil, Datal Lawa, Tafal, y los sitios de Anko, Tansa, Ned, Kalaong, la Reserva de Tasaday Manobo Blit (amparada en la Presidential Proclamation No. 995) hasta ahora pertenecientes a los municipios de T’Boli y de Surallah, pasan a formar el nuevo municipio de Lago de Sebú.